# Copaxa orios
Copaxa orios är en fjärilsart som beskrevs av Dyar 1913. Copaxa orios ingår i släktet Copaxa och familjen påfågelsspinnare. Inga underarter finns listade i Catalogue of Life.